# 소방 헬리콥터

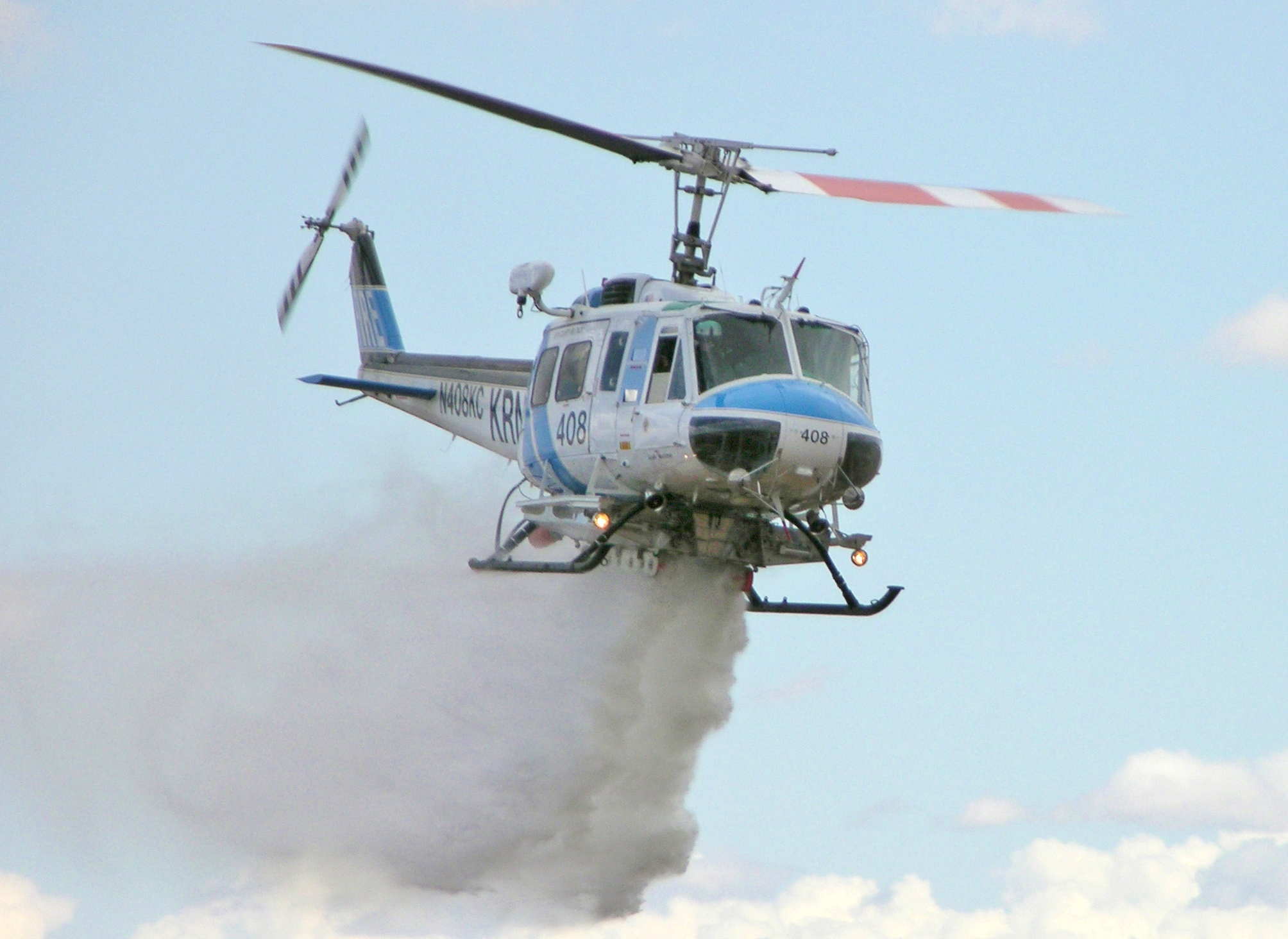

소방 헬리콥터(영어: Fire service department helicopter, Aerial firefighting helicopters)는 공중 소화, 인명 구조, 구급활동, 현장 공중 지휘 활동 등을 위해 활용하는 헬리콥터다.

## 대한민국

### 운용 조직

#### 소방청 및 지방자치단체
소방청이나 시도 소방본부장은 초고층 건물이나 산악 지역에 고립된 사람이나 섬이나 외딴 곳에서 발생한 환자를 의료기관에 이송하고, 화재의 진압과 장기이식환자 및 장기의 이송과 재난 현장의 공중 지휘통제, 기타 재난관리를 위한 임무를 수행하기 위해 항공구조구급대로 편성한다. 그러나 종종 공무원의 현장 시찰이나 지방자치단체의 행사에 동원하거나 지방자치단체장의 이동수단으로 활용되기도 한다.
중앙정부에서는 소방청 직속기관인 중앙119구조본부 산하의 각 지역 특수구조대에, 지방자치단체에서는 여러 명칭으로 설치하고 있다.

#### 산림항공본부
산악이나 그 인근 지역에서 발생하는 조난·실종·추락·부상·익사 등 산악사고의 예방과 헬기를 이용한 구조·구급·지원·운송 등 산악구조의 업무, 산불·수해·산사태 등의 지해가 발생한 경우 산악구조 및 긴급작전 임무를 수행하기 위해 대한민국 산림청 산하의 산림항공본부에 중앙항공구조대를, 지방산림항공관리소에 지방항공구조대를 설치한다.

#### 경찰 및 해양경찰
경찰항공대는 주로 치안 유지 업무를 수행하나, 긴급 환자의 이송 임무도 수행한다. 해양경찰항공대 역시 주로 치안 유지 업무를 수행하나, 해상 조난자의 수색구조와 섬 지역 환자의 이송 임무를 수행한다. 경찰청은 각 지방경찰청에, 해양경찰청은 각 지방해양경찰청에 항공대를 둔다.

#### 민간
삼성의료원이 1996년 10월에 Bell 412를 도입하여 처음으로 민간 항공구급서비스를 제공하였으며, 2007년에 EC-155로 교체하였다. 일출시 김포공항에서 삼성의료원 정치장으로 이동하였다가 일몰시 김포공항으로 되돌아간다.
보건복지부가 위탁한 닥터헬기는 유아이헬리제트에서 운영하며 인천, 원주충주, 경북안동, 전북익산, 충남천안, 전남목포 권역응급의료센터에서 운영한다.

### 사건·사고
- 1996년 8월 9일 지리산 소방 헬리콥터 추락 사고가 발생하였다. (사망 7명)
- 2014년 7월 17일 광주광역시 소방 헬리콥터 추락 사고가 발생하였다. (사망 5명)
- 2019년 10월 31일 독도 소방헬기 추락 사고가 발생하였다. (사망·실종 7명)

## 같이 보기
- 닥터헬기